# Tasiocera (Dasymolophilus) subnuda
Tasiocera (Dasymolophilus) subnuda is een tweevleugelige uit de familie steltmuggen (Limoniidae). De soort komt voor in het Nearctisch gebied.